# Franjevački samostan i crkva sv. Nikole u Milima
Franjevački samostan u Milima, rimokatolički samostan redovnika franjevaca u Milima kod Visokog u Bosni.

## Povijest
Prvotna zadaća franjevaca po dolasku u Bosnu 1291. godine bila je suzbijanje lokalnih krivovjerja, reintegracija lokalnih svećenika i ponovno privođenje njenih pripadnika u krilo Katoličke crkve. U tom pothvatu misionari franjevci imali su velikog uspjeha. Po dolasku u Bosnu, franjevci su se dali na posao. Zahvaljujući i zauzimanju bana Stjepana II. Kotromanića podignut je prvi franjevački samostan, u Milima kod Visokog, današnjim Arnautovićima na širem području Visokog. Današnje ime Arnautovića je po spahijskim gospodarima iz osmanskog doba.
Već po osnutku bosanske vikarije 1340., podignut je vjerojatno i samostan početkom 1340-ih te crkva posvećenu sv. Nikoli, vladarsku crkvu bosanskih vladara. Crkva sv. Nikole u Milima je tako postala najvažnijom crkvom u Bosni. U njoj su se krunili i pokapali lokalni vladari. Slijedi gradnja novih samostana, među kojima se ističu onaj u Kraljevoj Sutjesci, Olovu, Srebrenici, Kreševu i drugi. Prvi franjevci u samostanima bili su franjevci konventualci, a poslije će postati opservantske.
U gradu Milima (Mel), u kojem je podignuta crkva i samostan, bilo je sijelo župe Mili, koja se prostirala s obje strane rijeke Bosne od prilike od današnje željeničke stanice Ilijaša do Kaknja. Ostatci Mila danas se vide na desnoj strani rječice Goruše (Gorušice) kod njezina utoka u Bosnu.
Godine 1450. samostan je razoren i tom je prilikom stradalo nekoliko franjevaca. Samostan je ubrzo obnovljen.  Do dolaska Turaka u Bosnu 1463. godine tragovi bilo kakvih lokalnih hereza su bili iskorijenjeni. Kada su franjevci provalom Osmanlija izgubili zaštitu lokalnog plemstva jedna skupina ogrezlih protivnika Crkve je napala i spalila crkvu i samostan u Milima, a fratre pogubila. U nekrologiju franjevačke provincije Bosne Srebrene stoji da su na 4. svibnja 1465. godine, petorica braće franjevaca u Visokom podnijela mučeničku smrt. U prvoj polovici dvadesetih godina 16. stoljeća (između 1521. i 1524. god.) Turci su razorili više samostana među kojima i visočki. Nekoliko godina kasnije samostan je ponovno obnovljen.
Petorica franjevaca ubijenih tom prilikom upisana su 1653. godine u martirologij franjevačkog Reda kao blaženici, „Visochii, beatorum quinque fratrum martyrum, qui ab haereticis Patarenis pro fide catholica necati sunt "u prijevodu: Visoko u Bosni, blažena petorica braće mučenici, koje krivovjerci Patareni za vjeru katoličku ubiše." Franjevački martirologij odredio im je spomendan 26. ožujka. Petorica mučenika iz Visokog smatraju se prvim mučenicima Bosne Srebrene.
Zbog trošnosti samostanska je zgrada obnavljana i početkom osamdesetih godina 17. stoljeća. Političke neprilike vezane za Bečki rat prisilile su franjevce da god. 1688. napuste samostan u Visokom i odu u Gradišku izuzevši gvardijana koji je ostao radi čuvanja crkve i samostanske imovine. Franjevci konačno napuštaju samostan god. 1697. Tom su se prilikom u Slavoniju iselili i visočki katolici, koji su se pridružili Eugenu Savojskom prilikom njegova povratka nakon vojnog pohoda na Sarajevo.